# Blood (álbum de In This Moment)
| Críticas profissionais | Críticas profissionais |
| Avaliações da crítica  | Avaliações da crítica  |
| Fonte                  | Avaliação              |
| ---------------------- | ---------------------- |
| About.com              | link                   |
| The Phoenix            | link                   |
| Under the Gun Review   | link                   |

Blood é o quarto álbum de estúdio da banda de metal In This Moment. O disco que trás um som mais pesado da banda, será lançado pela primeira vez na Alemanha, Áustria, Suíça e Noruega no dia 10 de Agosto de 2012, contendo 14 faixas.

## Faixas
1. "Rise With Me"
2. "Blood"
3. "Adrenalize"
4. "Whore"
5. "You're Gonna Listen"
6. "It Is Written"
7. "Burn"
8. "Scarlet"
9. "Aries"
10. "From The Ashes"
11. "Beast Within"
12. "Comanche"
13. "The Blood Legion"
14. "11:11"

## Histórico de lançamento
| Região                                                            | Data                                |
| ----------------------------------------------------------------- | ----------------------------------- |
| Alemanha, Áustria, Suíça e Noruega                                | 10 de Agosto de 2012                |
| Inglaterra, França, Grécia, Dinamarca, Portugal e Resto da Europa | 13 de Agosto de 2012                |
| Estados Unidos, Canada, Espanha e Itália                          | 14 de Agosto de 2012                |
| Suécia, Finlandia e Hungria                                       | 15 de Agosto de 2012                |
| Austrália e Nova Zelândia                                         | 17 de Agosto de 2012 1. 2. 3. 4. 5. |